# Juan Alberto Schiaffino
Juan Alberto Schiaffino Villano (28. červenec 1925, Montevideo, Uruguay – 13. listopad 2002, Montevideo, Uruguay) byl uruguaysko-italský fotbalový záložník a později i trenér.
Hrával na pozici útočníka. Reprezentoval dvě země, Uruguay ve 21 utkáních (8 branek) a Itálii ve 4 utkáních. S uruguayskou reprezentací získal zlatou medaili na mistrovství světa roku 1950. Díky svému výkonu na tomto turnaji se dostal i do all-stars a byl federací FIFA zpětně vyhlášen 2. nejlepším hráčem šampionátu. Hrál i na mistrovství světa 1954, kde Uruguay obsadila 4. místo. S AS Řím získal v sezóně 1960/61 Veletržní pohár, předchůdce Evropské ligy. S AC Milán se stal třikrát mistrem Itálie (1955, 1957, 1959), s Peñarolem Montevideo čtyřikrát mistrem Uruguaye (1949, 1951, 1953, 1954). Mezinárodní federací fotbalových historiků a statistiků byl vyhlášen nejlepším uruguayským fotbalistou 20. století a 17. nejlepším hráčem 20. století vůbec. Po skončení hráčské kariéry se stal trenérem, v letech 1974–1975 vedl uruguayský národní tým, v letech 1975–1976 Peñarol.

## Hráčská kariéra

### Klubová
První fotbalové kopy udělal na plážích Pocitos ve městě Montevideo. Jeho prvním skutečným týmem byla místní Olimpia, do které nastoupil v roce 1937 a po pěti letech odešel do Nacional, kde vydržel rok a odešel do slavnějšího Peñarolu.
První utkání za dospělé odehrál v roce 1946. Ročníku vstřelil 13 branek ve 23 utkání. Celkem za klub odehrál deset let a nastoupil do 227 ligových utkání ve kterých vstřelil 88 branek. Získal pět titulů v lize a spoustu turnajů.
Díky svým výkonům na MS 1950 a MS 1954 se stal známým po celém světě a několik žádostí přestupu dorazilo z Itálie. První pokus byl z Janova, ale byl neúspěšný, kvůli vysoké ceně. Poté přišel na řadu klub z Milána a ten uspěl za částku 52 milionů lir.
K Rossoneri přišel už jako 30letý hráč a poprvé za klub nastoupil 19. září 1954 proti Triestině (4:0), v utkání, ve kterém skóroval. Dne 26. ledna 1955 urazil při ligovém zápase rozhodčího a byl potrestán zákazu hraní na 5 utkání. Ale i tak mohl na konci sezony slavit s týmem svůj první italský titul. V následující sezoně vstřelil nejvíce branek (16), ale obhájit titulu se nepodařilo a pro další sezonu vedení angažovalo nového trenéra. Přišel Giuseppe Viani, se kterým měl těžký vztah. Často neplnil jeho rozkazy, ale i tak slavil druhý titul. Sezona 1957/58 byla velmi špatná. V lize obsadil tým až 9. místo. Sám nastoupil jen do 17 utkání. V poháru PMEZ vstřelil v semifinále proti Manchesteru (1:2 a 4:0) celkem tři branky a pomohl tak k potupu do finále, kde prohrál s Realem 3:2 v prodloužení, i když vstřelil branku.
Další titul získal v sezoně 1958/59 a následující sezona byla poslední u Rossoneri, protože byl poté prodán za 102 milionů lir do Říma. Při zprávě o přestupu fanoušci Rossoneri protestovali. Celkem za Milán odehrál 171 utkání a vstřelil 60 branek.
Přestup do Říma byl ze začátku komplikovaný. Prezident Říma úspěšně oznámil že jej koupil, ale ještě neuzavřel dohodu s Milánem. V následujících dnech se milánský klub rozhodl, že již hráče nebude prodávat, a prezident Říma se odvolal k Fotbalové lize, což byla stížnost, která se ukázala jako neopodstatněná vzhledem k tomu, že neexistoval žádný dokument mezi oběma prezidenty. Nakonec byl prodán a v Římě hrál dvě sezony kde získal Veletržní pohár. Kariéru tak zakončil v roce 1962 po 415 ligových zápasech ve kterých vstřelil 138 branek.

## Statistiky

### Klubové
| Sezóna            | Klub              | Liga              | Liga   | Liga | Ligové poháry | Ligové poháry | Ligové poháry | Kontinentální poháry | Kontinentální poháry | Kontinentální poháry | Celkem | Celkem |
| Sezóna            | Klub              | Soutěž            | Zápasy | Góly | Soutěž        | Zápasy        | Góly          | Soutěž               | Zápasy               | Góly                 | Zápasy | Góly   |
| ----------------- | ----------------- | ----------------- | ------ | ---- | ------------- | ------------- | ------------- | -------------------- | -------------------- | -------------------- | ------ | ------ |
| 1945              | Peñarol           | Primera División  | 0      | 0    | -             | ?             | ?             | -                    | ?                    | ?                    | 0+     | 0+     |
| 1946              | Peñarol           | Primera División  | 23     | 13   | -             | ?             | ?             | -                    | ?                    | ?                    | 23+    | 13+    |
| 1947              | Peñarol           | Primera División  | 19     | 5    | -             | ?             | ?             | -                    | ?                    | ?                    | 19+    | 5+     |
| 1948              | Peñarol           | Primera División  | 24     | 11   | -             | ?             | ?             | -                    | ?                    | ?                    | 24+    | 11+    |
| 1949              | Peñarol           | Primera División  | 31     | 13   | -             | ?             | ?             | -                    | ?                    | ?                    | 31+    | 13+    |
| 1950              | Peñarol           | Primera División  | 34     | 19   | -             | ?             | ?             | -                    | ?                    | ?                    | 34+    | 19+    |
| 1951              | Peñarol           | Primera División  | 16     | 7    | -             | ?             | ?             | -                    | ?                    | ?                    | 16+    | 7+     |
| 1952              | Peñarol           | Primera División  | 38     | 10   | -             | ?             | ?             | -                    | ?                    | ?                    | 38+    | 10+    |
| 1953              | Peñarol           | Primera División  | 34     | 7    | -             | ?             | ?             | -                    | ?                    | ?                    | 34+    | 7+     |
| 1954              | Peñarol           | Primera División  | 8      | 3    | -             | ?             | ?             | -                    | ?                    | ?                    | 8+     | 3+     |
| Celkem za Peñarol | Celkem za Peñarol | Celkem za Peñarol | 227    | 88   | -             | ?             | ?             | -                    | ?                    | ?                    | 227+   | 88+    |
| 1954/55           | Milán             | Serie A           | 27     | 15   | -             | 0             | 0             | LP                   | 1                    | 0                    | 28     | 15     |
| 1955/56           | Milán             | Serie A           | 29     | 16   | -             | 0             | 0             | PMEZ+LP              | 6+2                  | 3+2                  | 37     | 22     |
| 1956/57           | Milán             | Serie A           | 29     | 9    | -             | 0             | 0             | LP                   | 0                    | 0                    | 29     | 9      |
| 1957/58           | Milán             | Serie A           | 17     | 3    | IP            | 3             | 2             | PMEZ                 | 6                    | 5                    | 26     | 10     |
| 1958/59           | Milán             | Serie A           | 27     | 2    | IP            | 2             | 0             | -                    | 0                    | 0                    | 29     | 2      |
| 1959/60           | Milán             | Serie A           | 20     | 2    | IP            | 0             | 0             | PMEZ                 | 1                    | 0                    | 21     | 2      |
| Celkem za Milán   | Celkem za Milán   | Celkem za Milán   | 149    | 47   | -             | 5             | 2             | -                    | 16                   | 11                   | 170    | 60     |
| 1960/61           | Řím               | Serie A           | 29     | 3    | IP            | 1             | 0             | VP                   | 7                    | 0                    | 37     | 3      |
| 1961/62           | Řím               | Serie A           | 10     | 0    | IP            | 0             | 0             | VP                   | 0                    | 0                    | 10     | 0      |
| Celkem za Řím     | Celkem za Řím     | Celkem za Řím     | 39     | 3    | -             | 1             | 0             | -                    | 7                    | 0                    | 47     | 3      |
| Celkově           | Celkově           | Celkově           | 415    | 138  | -             | 6+            | 2+            | -                    | 23+                  | 11+                  | 444+   | 151+   |

### Reprezentační

#### Statistika na velkých turnajích
| Reprezentace | Rok     | Zápasy                     | Zápasy | Zápasy         | Zápasy           | Zápasy           | Zápasy     |
| Reprezentace | Rok     | Fáze turnaje               | Datum  | Soupeř         | Odehraných minut | Vstřelené branky | Výsledek   |
| ------------ | ------- | -------------------------- | ------ | -------------- | ---------------- | ---------------- | ---------- |
| Uruguay      | MS 1950 | Skupina 4                  | 2. 7.  | Bolívie        | 90               | 2                | 8:0        |
| Uruguay      | MS 1950 | Finálová skupina - 1 zápas | 9. 7.  | Španělsko      | 90               | 0                | 2:2        |
| Uruguay      | MS 1950 | Finálová skupina - 2 zápas | 13. 7. | Švédsko        | 90               | 0                | 3:2        |
| Uruguay      | MS 1950 | Finálová skupina - 3 zápas | 16. 7. | Brazílie       | 90               | 1                | 2:1        |
| Uruguay      | MS 1954 | Skupina C - 1 zápas        | 16. 6. | Československo | 90               | 1                | 2:0        |
| Uruguay      | MS 1954 | Skupina C - 2 zápas        | 19. 6. | Skotsko        | 90               | 0                | 7:0        |
| Uruguay      | MS 1954 | Čtvrtfinále                | 26. 6. | Anglie         | 90               | 1                | 4:2        |
| Uruguay      | MS 1954 | Semifinále                 | 30. 6. | Maďarsko       | 120              | 0                | 2:4 prodl. |
| Uruguay      | MS 1954 | O 3. místo                 | 3. 7.  | Jugoslávie     | 90               | 0                | 1:3        |

## Úspěchy

### Klubové

#### Národní
- vítěz uruguayské ligy (5x)

Peñarol: 1945, 1949, 1951, 1953, 1954
- vítěz italské ligy (3x)

Milán: 1954/55, 1956/57, 1958/59

#### Kontinentální
- vítěz latinského poháru (1x)

Milán: 1956
- vítěz veletržního poháru (1x)

Řím: 1960/61

### Reprezentační
- 2× na MS (1950 – zlato, 1954)